# Schorndorf (Bawaria)
Schorndorf – miejscowość i gmina w Niemczech, w kraju związkowym Bawaria, w rejencji Górny Palatynat, w regionie Ratyzbona, w powiecie Cham. Leży w Lesie Bawarskim, około 9 km na południowy zachód od Cham.

## Dzielnice
W skład gminy wchodzą następujące dzielnice: Hötzing, Neuhaus, Obertraubenbach, Penting, Schorndorf, Thierling.

## Demografia
| Rok  | Liczba mieszk. |
| ---- | -------------- |
| 1970 | 1 748          |
| 1987 | 1 908          |
| 2000 | 2 401          |

## Oświata
(na 1999)

W gminie znajduje się 50 miejsc przedszkolnych (76 dzieci) oraz szkoła podstawowa (14 nauczycieli, 230 uczniów).